# Pachydema tarsalis
Pachydema tarsalis är en skalbaggsart som beskrevs av Edmund Reitter 1902. Pachydema tarsalis ingår i släktet Pachydema och familjen Melolonthidae. Inga underarter finns listade i Catalogue of Life.